# Toni Trucks
Toni Trucks est une actrice américaine née le 30 septembre 1980 à Grand Rapids, dans le Michigan (États-Unis).

## Filmographie
- 2001 : Drive : Sarah
- 2005 : Barbershop (série télévisée) : Terri
- 2006 : If You Lived Here, You'd Be Home Now (TV) : Noni
- 2007 : Weapons : Auntie
- 2007 : Veronica Mars (série télévisée) : Phillise
- 2007 : Le Come-Back (Music and Lyrics) : Tricia
- 2007 : All of Us (série télévisée) : Michele
- 2007 : Mr. Art Critic : Lisa
- 2008 : The Life and Times of Marcus Felony Brown (TV) : Tia
- 2008 : Pour le meilleur et le pire (série télévisée) : Randy
- 2009 : Star Runners (TV) : Asta
- 2010   : Starstruck : Rencontre avec une star : Libby Lam
- 2012 : Made in Jersey (série télévisée) : Cindy Vega
- 2012 : Elle s'appelle Ruby (Ruby Sparks) de Jonathan Dayton et Valerie Faris : Susie
- 2012 : Twilight, chapitre IV : Révélation 2ème partie : Mary
- 2016 : NCIS : Nouvelle-Orléans : Agent Joan Swanson
- 2017 : SEAL Team : Lisa Davis